# Станке Олександр
Олександр Францевич Станке (1888 — †?) — російський, радянський кінооператор.
Зняв понад тридцять фільмів (на студіях ВУФКУ, Арменкіно та ін.): «Велика пристрасть» (1916), «Квіти запізнілі» (1917), «Азіаде» (1918), «Азійська гостя», «Жертви підвалу», «Заляканий буржуй», «Перше травня», «Той, що прозрів», «Примирені з совістю» (1919), «Все для фронту» (1920), «Вовчий діл», «Герої і мученики Паризької комуни», «Знову на землі», «Квіти на камені» (1921), «Історія Першого травня» (1922), «Хрест і маузер» (1925), «Тамілла» (1927), «За стіною», «Лавина», «Поговір», «Три кімнати з кухнею» (1928), «Замаллу», «Гашимов» (1929), «Під чорним крилом» (1930), «Світло і тіні» (1933) та ін.
Також зняв короткометражні фільми «Хто винен?» (1930) «Кікос» (1931) «Повержені вішали» (1932).
Збереглися хронікальні кадри, де показано Олександра Станке під час роботи над останньою стрічкою (див.: «Кінотиждень», 1928).